# Jude Ciccolella
Richard Jude Ciccolella, född 30 november 1947 i Burlington, Vermont, är en amerikansk skådespelare. Han spelar USA:s presidents stabschef, Mike Novick, i TV-serien 24.